# Namacurra
Namacurra – miasto na Mozambiku, w prowincji Zambézia.